# 第5航空団
第5航空団（だい5こうくうだん、英称：5th Air Wing）とは、航空総隊隷下の西部航空方面隊に属している航空団のひとつである。司令部は新田原基地（宮崎県児湯郡新富町）に所在しており、主に九州南部〜奄美群島地域の領空に接近・侵入してくる国籍不明機に対しての対領空侵犯措置を担当している。

## 沿革
- 1959年（昭和34年）12月1日 - 松島基地にて「第5航空団」が新編。
- 1960年（昭和35年）
  - 2月1日 - 第7飛行隊（F-86F）を新編。
  - 4月1日 - 第2航空団第6飛行隊（F-86F）を隷下に編入。
  - 7月1日 - 第7飛行隊（F-86F）が第4航空団の隷下に編入。
- 1961年（昭和36年）7月15日 - 司令部を松島基地から新田原基地に移駐。
- 1962年（昭和37年）1月8日 - 第10飛行隊（F-86F）を新編。
- 1964年（昭和39年）
  - 2月1日 - 第10飛行隊（F-86F）が築城基地に移駐。
  - 3月31日 - 第202飛行隊（F-104J）を新編。
  - 10月26日 - 第6飛行隊（F-86F）が築城基地に移駐。
  - 12月1日 - 第204飛行隊（F-104）を新編。
- 1982年（昭和57年）12月21日 - 第202飛行隊の機種を改編（F-104JからF-15へ）。
- 1985年（昭和60年）3月2日 - 百里基地の第7航空団第301飛行隊（F-4EJ）が新田原基地に移駐し、これを隷下に編入。機種を改編した第204飛行隊（F-15）が百里基地に移駐し第7航空団の隷下に編入。
- 1991年（平成03年）4月 - 第301飛行隊の機種を改編（F-4EJからF-4EJ改へ）。
- 2000年（平成12年）10月6日 - 第202飛行隊（F-15）が廃止（同隊が担っていた機種転換教育については、新田原基地に新編された航空教育集団直轄部隊である飛行教育航空隊第23飛行隊に引き継がれている）。
- 2010年（平成22年）5月 - 宮崎県南部で発生した口蹄疫の流行で災害派遣され消毒ポイントの運営支援などを行う[1]。
- 2016年（平成28年）
  - 6月10日 - 飛行教導群所属の航空機整備委託を終了する。
  - 8月31日 -  百里基地の第7航空団第305飛行隊（F-15J）が新田原基地に移駐し、これを隷下に編入[2]。
  - 10月 - アラート待機を第301飛行隊から第305飛行隊に切り替え。
  - 10月31日 - 第301飛行隊（F-4EJ改）が百里基地に移駐し、第7航空団隷下に編入。
- 2018年（平成30年）8月24日 - 第305飛行隊に日本（自衛隊）で初めて女性戦闘機パイロット（松島美紗）が配属[3]。
- 2024年（令和06年）3月21日 - 整備補給群検査隊を整備隊に、基地業務群通信隊をサイバー運用隊に改編。
- 2025年（令和07年）
  - 3月24日 - 「臨時F-35B飛行隊」を新編[4][5]。
  - 8月7日 - 臨時F-35B飛行隊に最初の4機のうち3機が配備[6][7]。

## 部隊編成
- 第5航空団司令部
  - 監理部
  - 人事部
  - 防衛部
  - 装備部
  - 安全班
  - 衛生班
  - 副官
- 飛行群
  - 第305飛行隊：F-15J/DJ・T-4
  - 臨時F-35B飛行隊：F-35B
- 整備補給群（飛行教育航空隊の整備も担当している。）
  - 整備隊
  - 装備隊
  - 修理隊
  - 車両器材隊
  - 補給隊
- 基地業務群
  - 第5基地防空隊：基地防空地対空誘導弾・91式携帯地空誘導弾
  - 飛行場勤務隊
  - 施設隊
  - サイバー運用隊
  - 管理隊
  - 業務隊
  - 会計隊
  - 衛生隊

## 主要幹部
| 官職名                          | 階級    | 氏名     | 補職発令日     | 前職                                     |
| ------------------------------- | ------- | -------- | -------------- | ---------------------------------------- |
| 第5航空団司令 兼 新田原基地司令 | 空将補  | 大嶋善勝 | 2024年03月28日 | 第3航空団司令 兼 三沢基地司令            |
| 副司令                          | 1等空佐 | 荻原進   | 2025年07月31日 | 航空警務隊副司令                         |
| 飛行群司令                      | 1等空佐 | 野本洋平 | 2024年06月10日 | 航空幕僚監部人事教育部人事教育計画課勤務 |
| 整備補給群司令                  | 1等空佐 | 田中崇史 | 2025年08月01日 | 航空幕僚監部防衛部防衛課業務計画班長     |
| 基地業務群司令                  | 1等空佐 | 金井淳   | 2024年04月01日 | 統合幕僚学校教育課研究室総括主任研究官   |

| 代 | 氏名       | 在職期間               | 出身校・期              | 前職                                                          | 後職                                    |
| -- | ---------- | ---------------------- | ----------------------- | ------------------------------------------------------------- | --------------------------------------- |
| 01 | 大室孟     | 1959.12.1 - 1962.4.6   | 陸士45期                | 航空総隊司令部付                                              | 第1航空団司令 兼 浜松北基地司令         |
| 02 | 青木秀夫   | 1962.4.7 - 1964.7.15   | 陸士46期                | 飛行教育集団司令部教育部長 →1963.7.1 空将補昇任               | 第7航空団司令                           |
| 03 | 後藤清敏   | 1964.7.16 - 1966.7.15  | 陸航士49期・ 陸大58期   | 第2航空団副司令 →1963.7.1 航空幕僚監部付 →1965.1.1 空将補昇任 | 航空幕僚監部監察官                      |
| 04 | 宮本 功    | 1966.7.16 - 1968.2.15  | 陸士51期                | 第82航空隊司令 兼 岩国基地司令 →1967.1.1 空将補昇任           | 第1航空団司令 兼 浜松北基地司令         |
| 05 | 鈴木瞭五郎 | 1968.2.16 - 1970.6.30  | 海兵68期                | 航空幕僚監部防衛部運用課長 →1968.7.1 空将補昇任               | 航空幕僚監部監察官                      |
| 06 | 小川 薫    | 1970.7.1 - 1972.7.16   | 陸航士53期              | 航空幕僚監部監理部総務課長 →1971.1.1 空将補昇任               | 術科教育本部幹事                        |
| 07 | 山田良市   | 1972.7.17 - 1974.4.30  | 海兵71期                | 航空幕僚監部防衛部防衛課長                                    | 航空幕僚監部防衛部長                    |
| 08 | 横田義夫   | 1974.5.1 - 1975.7.15   | 陸士58期                | 航空幕僚監部防衛部防衛課長 →1974.7.1 空将補昇任               | 航空総隊司令部付 →1975.10.7 官吏死亡    |
| 09 | 川越重比古 | 1975.7.16 - 1976.11.30 | 海兵72期                | 南西航空混成団司令部幕僚長                                    | 航空幕僚監部監察官                      |
| 10 | 神吉彌彦   | 1976.12.1 - 1973.3.30  | 海兵73期                | 西部航空方面隊司令部幕僚長                                    | 飛行教育集団司令部幕僚長                |
| 11 | 松井泰夫   | 1973.3.31 - 1979.1.31  | 陸士59期                | 西部航空方面隊司令部幕僚長                                    | 南西航空混成団司令                      |
| 12 | 板野安博   | 1979.2.1 - 1980.7.31   | 海兵75期                | 航空総隊司令部防衛部長                                        | 輸送航空団司令                          |
| 13 | 松永貞昭   | 1980.8.1 - 1981.7.5    | 東京水産大学・ 1期幹候  | 航空幕僚監部防衛部防衛課長                                    | 航空幕僚監部人事教育部長                |
| 14 | 橋本嘉光   | 1981.7.6 - 1983.6.30   | 九州大学・ 7期幹候      | 中部航空方面隊司令部防衛部長 →1981.7.1 第5航空団勤務          | 北部航空方面隊司令部幕僚長              |
| 15 | 法性 弘    | 1983.7.1 - 1984.12.16  | 防大1期                 | 航空幕僚監部人事教育部副部長                                  | 西部航空方面隊司令部幕僚長              |
| 16 | 友田 勲    | 1984.12.17 - 1986.12.4 | 防大3期                 | 北部航空方面隊司令部防衛部長                                  | 南西航空混成団司令部幕僚長              |
| 17 | 宮竹惠哉   | 1986.12.5 - 1988.7.6   | 防大5期                 | 航空幕僚監部防衛部運用課長                                    | 航空幕僚監部防衛部長                    |
| 18 | 江藤兵部   | 1988.7.7 - 1990.3.15   | 防大7期                 | 航空幕僚監部防衛部運用課長                                    | 南西航空混成団司令部幕僚長              |
| 19 | 稲吉 實    | 1990.3.16 - 1991.3.15  | 宮崎大学・ 21期幹候     | 西部航空方面隊司令部監察官                                    | 退職                                    |
| 20 | 竹河内捷次 | 1991.3.16 - 1992.6.15  | 防大9期                 | 航空幕僚監部防衛部防衛課長                                    | 航空総隊司令部防衛部長                  |
| 21 | 大橋武郎   | 1992.6.16 - 1995.3.22  | 防大5期                 | 航空総隊司令部防衛課長 →1993.3.24 空将補昇任                  | 退職                                    |
| 22 | 重永照彦   | 1995.3.23 - 1997.3.25  | 防大8期                 | 西部航空方面隊司令部幕僚長                                    | 飛行開発実験団司令                      |
| 23 | 市来徹夫   | 1997.3.26 - 1999.3.28  | 防大9期                 | 第13飛行教育団司令                                            | 退職                                    |
| 24 | 堀 好成    | 1999.3.29 - 2001.1.10  | 防大16期                | 航空幕僚監部防衛部運用課長                                    | 航空幕僚監部監察官                      |
| 25 | 橋本誠一   | 2001.1.11 - 2003.6.30  | 防大18期                | 航空幕僚監部人事教育部人事計画課長                            | 航空幕僚監部総務部長                    |
| 26 | 岩切成夫   | 2003.7.1 - 2004.8.29   | 防大20期                | 航空幕僚監部防衛部運用課長                                    | 航空総隊司令部防衛部長                  |
| 27 | 溝口博伸   | 2004.8.30 - 2006.8.3   | 日本大学・ 66期幹候     | 第1輸送航空隊司令 兼 小牧基地司令                             | 第2航空団司令 兼 千歳基地司令           |
| 28 | 吉田浩介   | 2006.8.4 - 2008.7.31   | 防大25期                | 航空幕僚監部人事教育部厚生課長                                | 統合幕僚監部首席後方補給官              |
| 29 | 米沢敬一   | 2008.8.1 - 2010.7.25   | 防大23期                | 航空教育集団教育部長                                          | 航空幕僚監部監理監察官                  |
| 30 | 三谷直人   | 2010.7.26 - 2011.8.4   | 防大29期                | 航空幕僚監部人事教育部人事計画課長                            | 航空自衛隊第1補給処長 兼 木更津基地司令 |
| 31 | 荒木文博   | 2011.8.5 - 2012.12.3   | 防大28期                | 航空自衛隊第4術科学校長 兼 熊谷基地司令                       | 航空幕僚監部総務部長                    |
| 32 | 内倉浩昭   | 2012.12.4 - 2014.8.4   | 防大31期                | 航空幕僚監部防衛部防衛課長                                    | 航空総隊司令部防衛部長                  |
| 33 | 尾崎義典   | 2014.8.5 - 2016.6.30   | 防大32期                | 航空幕僚監部運用支援・情報部情報課長                          | 第1輸送航空隊司令 兼 小牧基地司令       |
| 34 | 熊谷三郎   | 2016.7.1 - 2018.7.31   | 防大35期                | 統合幕僚監部運用部運用第1課長                                 | 北部航空方面隊副司令官                  |
| 35 | 福田隆宏   | 2018.8.1 - 2020.8.24   | 防大35期                | 航空幕僚監部人事教育部補任課長                                | 航空安全管理隊司令 兼 立川分屯基地司令  |
| 36 | 尾山正樹   | 2020.8.25 - 2022.12.22 | 静岡県立大学・ 85期幹候 | 航空幕僚監部防衛部防衛課長                                    | 防衛装備庁長官官房装備開発官            |
| 37 | 藤永国博   | 2022.12.23 - 2024.3.27 | 松山大学・ 84期幹候     | 航空自衛隊第2補給処長 兼 岐阜基地司令                         | 航空幕僚監部装備計画部長                |
| 38 | 大嶋善勝   | 2024.3.28 -            | 防大34期                | 第3航空団司令 兼 三沢基地司令                                 |                                         |